# Rautenkranz (Heraldik)

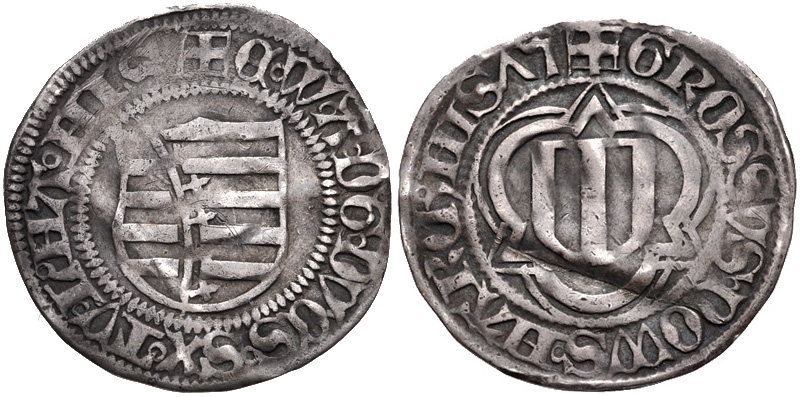
Spitzgroschen der Wettiner aus der Münzstätte Freiberg von 1475, leicht eingebogenes Wappen mit Rautenkranz (links)

Landeswappen Sachsens

Landeswappen Sachsen-Anhalt

Der Rautenkranz ist in der Heraldik ein Stilelement, das in Wappen über die Heroldsbilder und gemeinen Figuren gelegt wird und so eine Besonderheit darstellt. Er ist eine Zierleiste, die mit grünen Blättern besetzt und dem Kronensegment ähnlich ist. Den Rautenkranz rechnen Heraldiker zu den gemeinen Figuren. Er wird schräg über das Wappen gelegt. Ob er gebogen oder gerade dargestellt wird, ist nicht von Bedeutung. Wird er gebogen blasoniert (beschrieben), sollte er auch so dargestellt werden. Die gerade Ausführung würde das Wappen nicht mindern. Der Ursprung ist nicht eindeutig geklärt. Es wird ein zufälliger Blattschmuck als Anfang vermutet, wobei ein Zusammenhang mit der früher als unheilabwehrend angesehenen Pflanze Raute nicht ausgeschlossen ist. Heraldiker gehen vom Schapel oder der Sendelbinde aus; dieser mittelalterliche Kopfputz der Frauen bestand aus einem Kreuz von Blumen. Er war ein Geschenk der Frauen an die Ritter, die den Kranz an ihren Helm steckten.
Über den Rautenkranz ist in der Literatur viel geschrieben worden. Er ist ab 1262 in den Wappen des Herzogtums Sachsen und später auch in denen der Wettiner zu finden. Auch in den Wappen der Herzöge von Savoyen, im Wappen der Fürsten von Liechtenstein und im Wappen der thüringischen Familie derer von Wegeleben ist ein Rautenkranz. Der Anfang wurde auf etwa 1473 gesetzt, da eine Wappendarstellung in der Staatsbibliothek Wien den Rautenkranz als wirklichen Kronenreif zeigt.

## Unterschied
Bei der Betrachtung der Balkenschilde (Sachsen und Sachsen-Anhalt) fällt der unterschiedliche Farbbeginn auf, obwohl beide den sächsischen Rautenkranz aufgelegt haben. Sie sind als „Sachsenwappen“ zu erkennen. Der mit Gold beginnende Schild ist das eigentliche vor 1212 geführte Wappen ohne Rautenkranz von Ballenstedt (zugehörig zum Hause Anhalt). Es ging in das Wappen des Herzogtums Sachsen ein. 1817 begann die Balkenteilung oben mit Schwarz. Zur besseren Unterscheidung der Wappen von dem des Königreiches Sachsen wurde 1864 bestimmt, dass mit Gold begonnen wird. Die Schildteilung ist: neunmal geteilt oder zehnfach geteilt. Der Rautenkranz auf anhaltischen Wappen sollte gebogen, auf anderen Wappen gerade ausgeführt werden. In der modernen Heraldik ist es nicht mehr wichtig.

## Zitat
„Der sogenannte Rautenkranz im sächsischen Wappen ist ein schrägrechts gestellter Kronenreif, hervorgegangen aus einem ornamental oder vielmehr stylistisch behandelten Laubkranz (Rautenkranz).“